# 柏永馥
柏永馥，生卒年不詳，寧遠人，漢軍正黃旗，明末清初軍事將領。
柏永馥原为南明弘光政權東平侯劉澤清手下的總兵，順治二年（1645年）降清。後曾歷任四川永寧衛總兵、陝西臨鞏總兵、西寧總兵，並授三等阿達哈哈番。康熙三年（1664年），升任陝西提督。
柏永馥有子柏天儲、柏天毓。